# Сан Ђермано Верчелезе
Сан Ђермано Верчелезе (итал. San Germano Vercellese) је насеље у Италији у округу Верчели, региону Пијемонт.
Према процени из 2011. у насељу је живело 1600 становника. Насеље се налази на надморској висини од 165 м.

## Становништво
Према резултатима пописа становништва 2011. у општини је живело 1.768 становника.
| 1931. | 1936. | 1951. | 1961. | 1971. | 1981. | 1991. | 2001. | 2011. |
| ----- | ----- | ----- | ----- | ----- | ----- | ----- | ----- | ----- |
| 3.357 | 3.268 | 3.303 | 3.034 | 2.456 | 2.055 | 1.917 | 1.811 | 1.768 |